# Turbidito

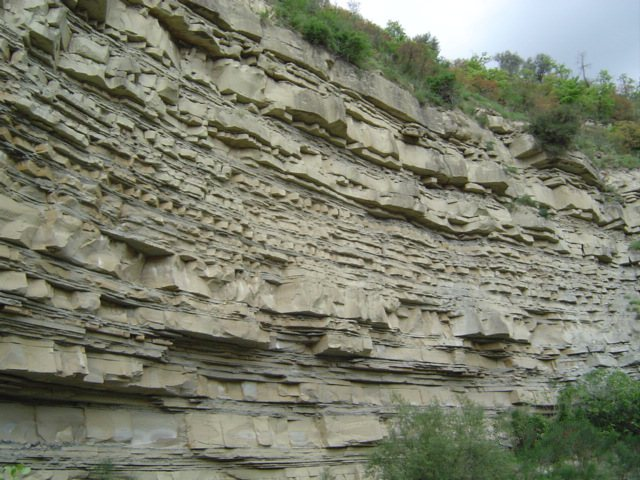
Turbiditos do Flysch Gorgoglione, Mioceno, Sul da Itália

Turbiditos são depósitos sedimentares originados por correntes de turbidez submarinas, sobretudo em bacias de antepaís (foreland), em ambiente tectônico de margem convergente (ativa). Para a maioria dos geólogos, um turbidito é uma camada com gradação grano-classificada consistindo num conjunto de estratos arenito/pelito que foram depositados por corrente de turbidez e é comumente coberta por pelitos hemipelágicos contendo assembléia de fósseis de águas profundas.
Os depósitos se formam por fluxos hiperpicnais concentrados, constituindo sucessões de estratos sedimentares arenosos e pelágicos bastante espessos, num curto período de tempo geológico. Estão ligados ao alçamento de cadeias orogênicas, com exposição do embasamento cristalino, denudação intensa através de pequenos rios que conduzem rapidamente (a nível de tempo geológico) grande quantidade de sedimentos com deposição em ambiente confinado, contexto de águas profundas, formando estruturas sedimentares típicas.
Os turbiditos são caracterizados por estratos (camadas) com grande continuidade lateral, acamamento regular e gradacional com afinamento dos grãos para o topo de cada estrato (camada), marcas de onda (ripple marks), associação de sedimentos pelágicos, estruturas de base de camada como marcas de sola, turboglifos (flutecasts), marcas de objetos (tool marks, grooves). Cada estrato de uma sequência turbidítica é depositado em um único evento (fluxo). A partição das energias entre fluxo denso e turbulento durante um evento turbidítico confere à camada feições típicas desses depósitos.
A caracterização das fácies e processos associados aos turbiditos siliciclásticos é oriunda da observação das estruturas formadas nos fluxos de ignimbritos, que são rochas vulcanoclásticas.
As sequências turbidíticas são muito procuradas pelos geólogos de petróleo por constituírem bons reservatórios para hidrocarbonetos.
Depósitos turbidíticos clássicos com paleofluxos de alta eficiência ocorrem nas bacias de antepaís europeias, com melhores exposições nos Apeninos da Itália, Pirenéus na Espanha e França e Alpes Ocidentais na França.
No Brasil turbiditos típicos ocorrem na Bacia de Itajaí, no interior do Estado de Santa Catarina e em algumas bacias proterozoicas.
Entre os estudiosos das sequências turbidíticas estão Carlo Migliorini, Kuenen, Arnold Bouma, Emiliano Mutti, Franco Ricci-Lucchi, Shanmugan, Mulder, Pickering, Normark, Lowe, Middleton, P. Heller, Kneller e muitos outros.